# Bernardino Ferrari

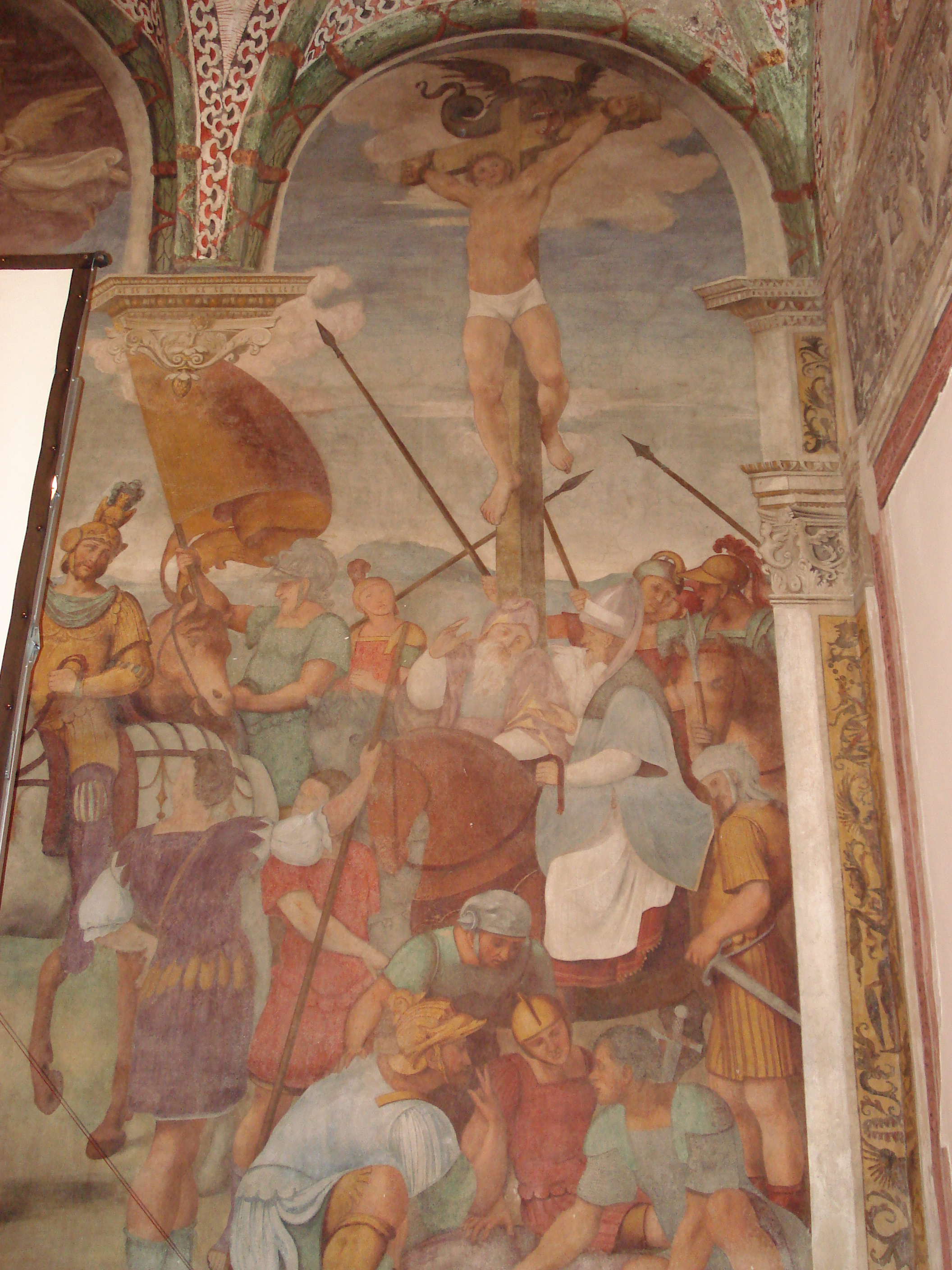
Chiostro degli Affreschi, particolare della Crocifissione, Chiostri dell'Umanitaria, Milano

Bernardo o Bernardino Ferrari (Vigevano, 1490 – Vigevano, 1524 circa) è stato un pittore italiano.

## Biografia
Esponente della scuola pittorica vigevanese, spesso citato erroneamente come imitatore di Gaudenzio Ferrari, era stimato dal pittore Paolo Lomazzo.

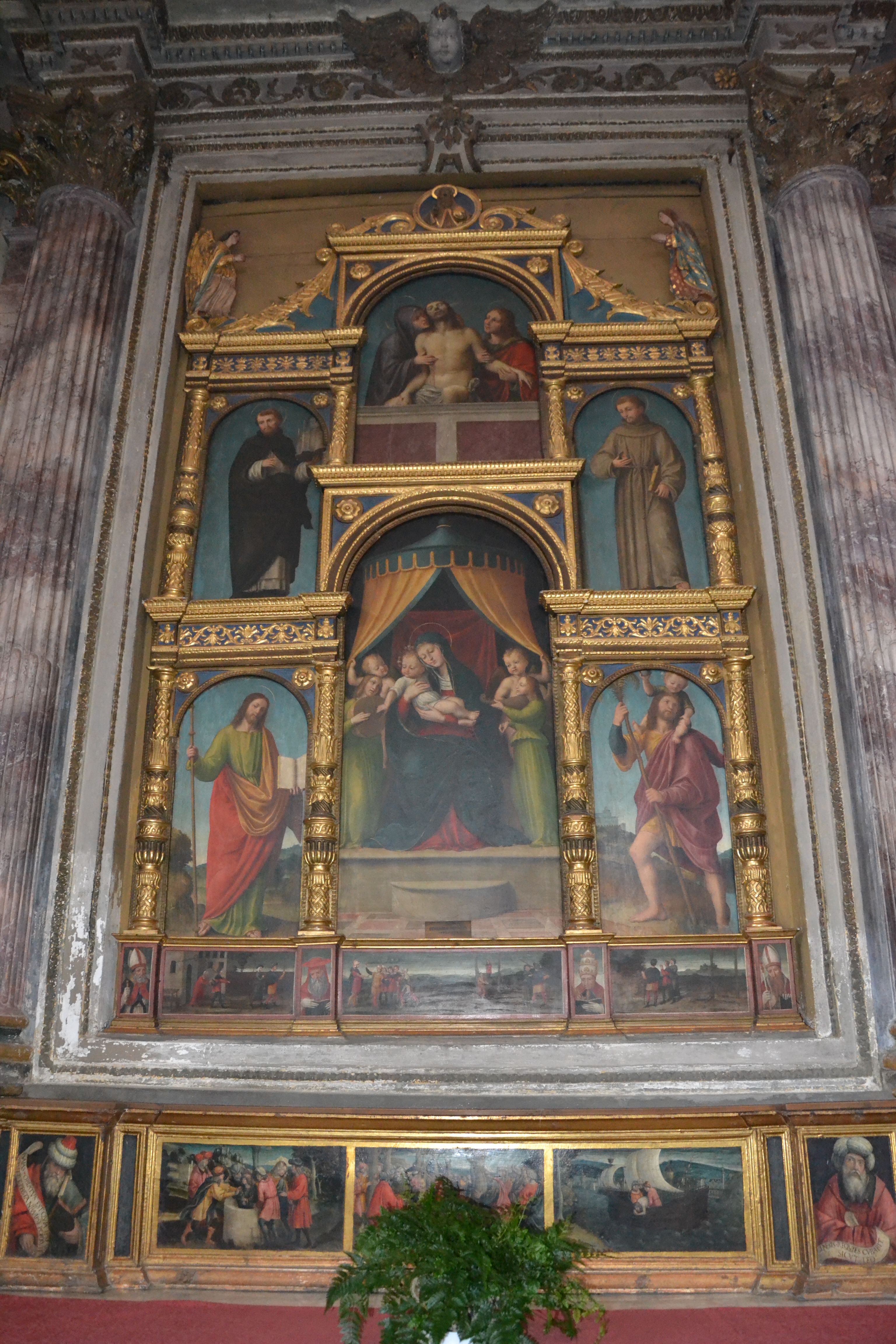
"Polittico Biffignandi", Cattedrale di Vigevano

## Opere
I suoi affreschi in Santa Maria della Pace a Milano sono stati trasferiti, insieme a quelli del più celebre Bernardino Luini, all'Accademia di Brera; in quello che fu il refettorio del convento della stessa chiesa, oggi indicato come Salone degli Affreschi, resta una grande Crocifissione affrescata a lui attribuita. Una piccola tavoletta raffigurante L'Annunciazione e datata 1515 si trova presso la quadreria dell'Ospedale Civile di Vigevano mentre nel Museo del Tesoro del Duomo di Vigevano si possono ammirare invece le sei tavole raffiguranti il ciclo della Passione tra le quali una notevole Flagellazione.
Oltre al "Polittico Biffignandi", sicuramente la sua opera più nota, il Duomo conserva nella Cappella di San Carlo altre due opere di Bernardo Ferrari: una tavola raffigurante San Tommaso di Canterbury tra le Sante Elena ed Agata ed il cosiddetto "Trittico Gusberti" dal nome dell'omonima famiglia committente.
Le sue opere furono spesso attribuite ad altri pittori, in particolare della scuola leonardesca lombarda, come nel caso della tela Due devoti genuflessi conservata presso la Pinacoteca di Brera, già attribuita a Giovanni Antonio Boltraffio e poi restituita a Bernardino.
Una grande tavola raffigurante La Deposizione si trova nella Chiesa di Santa Maria della Passione in Milano mentre, sempre in Milano, è ormai certa l'attribuzione al pittore vigevanese dell'affresco dell "Assunta" conservato nella Chiesa di San Maurizio e sino al 2000 creduta opera di Evangelista Luini autore di gran parte della decorazione della chiesa. Tra gli affreschi dei Chiostri della Società Umanitaria, spicca invece una sua Crocifissione già attribuita a Marco d'Oggiono. Un'interessante tavoletta, probabilmente parte della predella di un più ampio polittico disperso, raffigurante "La Presentazione al Tempio", oggi nella Collezione Moss Stanley, presenta un artista pulito nei colori e dalle forme equilibrate che sembrano riportare ad un'influenza della pittura lombarda dei seguaci di Gaudenzio Ferrari e dei leonardeschi. Mentre una seconda tavoletta, Olio su tavola, cm 53 x 38 cm, raffigurante "Il sogno dei re Magi" è conservata presso i Musei Civici di Pavia.
Morì probabilmente nella natia Vigevano nel 1524 durante una delle più terribili epidemie di peste che colpì la città.